# ولنكوي (أفعى)
ولنكوي (بالإنجليزية: Wollonquo)‏ الأفعى العظيمة في أساطير استراليا، خرجت من حفرة ماء واسعة. وهي عملاقة حتى أنها تستطيع أن تسافر أميالا طويلة في الماء ويظل ذيلها ظاهرًا. أما مقابلها الذكر فهو صديق للبشر، وقد حاول يجبرها على أن تعود إلى جحرها، لكن بدلا من أن تلتف حول نفسها، التفت حوله، فراح البشر يقيمون الطقوس لهذه الأفعى العظيمة.